# Філармонія (оркестр)
Філармонія (англ. Philharmonia, Philharmonia Orchestra) — симфонічний оркестр в Лондоні, який був заснований 1945 року видатним продюсером Вальтером Легге при студії EMI — головним чином для звукозаписів фірми.

## Історія

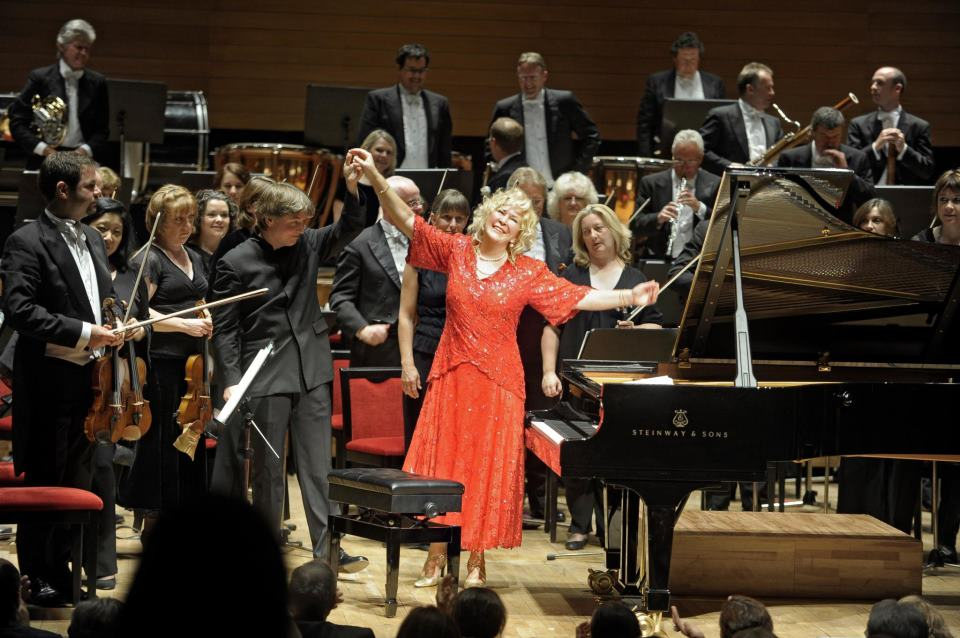
Піаністка Гюльсін Онай і диригент Еса-Пекка Салонен

За інформацією музикознавця Вільяма Манна, спочатку Вальтер Легге створив струнний квартет, який він власними силами доводив до досконалості; згодом квартет перетворився на камерний струнний оркестр і накінець — в повноцінний симфонічний.
Першим диригентом оркестру був Томас Бічем, але через бажання Бічема повністю контролювати колектив Легге відмовив йому у співробітництві. Протягом десяти років оркестр працював без головного диригента, записуючись і виступаючи під керівництвом таких грандів, як Артуро Тосканіні, Вільгельм Фуртвенглер. Основним запрошеним диригентом був Герберт фон Караян, для якого на межі 1940—1950-х років робота з оркестром «Філармонія» стала компенсацією вимушеної бездіяльності в Німеччині й Австрії.
1955 року Караян очолив Берлінський філармонічний оркестр, а в Лондоні його замінив Карло Марія Джуліні. 1959 року оркестр вже мав головного диригента в особі Отто Клемперера, який працював з ним до своєї смерті.
На початку 1950-х років оркестр «Філармонія» став одним з найкращих оркестрів світу; після дебюту в Карнегі-хол в 1955 році «Нью-Йорк таймс» стверджувала, що лондонський оркестр навіть кращий Берлінського філармонічного оркестру.
Серед найбільш значних подій в історії Філармонії того часу — прем'єра «Чотирьох останніх пісень» Ріхарда Штрауса 22 травня 1950 року (солістка Кірстен Флагстад).
1964 року Легге заявив про свій намір розпустити Філармонію: оскільки конкуренти (Decca Records, Philips, Deutsche Grammophon і Columbia) робили записи з найкращими оркестрами Європи і США, Легге вирішив не вартим утримувати спеціальний студійний оркестр. Але музиканти відмовились розлучатись і в тому ж складі, під керівництвом Клемперера, 1964 року заснували самоврядний оркестр «Нова Філармонія» (англ. New Philharmonia Orchestra), а 1977 року оркестр повернув собі назву «Філармонія».
Оркестр «Філармонія» вважається одним з найбільш інтенсивно записуючих оркестрів світу: ним здійснено більше тисячі записів.

## Головні диригенти
- Отто Клемперер (1959—1973; 1971—1973 — Лорін Маазель, помічник головного диригента)
- Рікардо Муті (1973—1982)
- Джузеппе Сінополі (1984—1994)
- Крістоф фон Донаньї (1997—2008)
- Еса-Пекка Салонен (від 2008)